# Claire Windsor

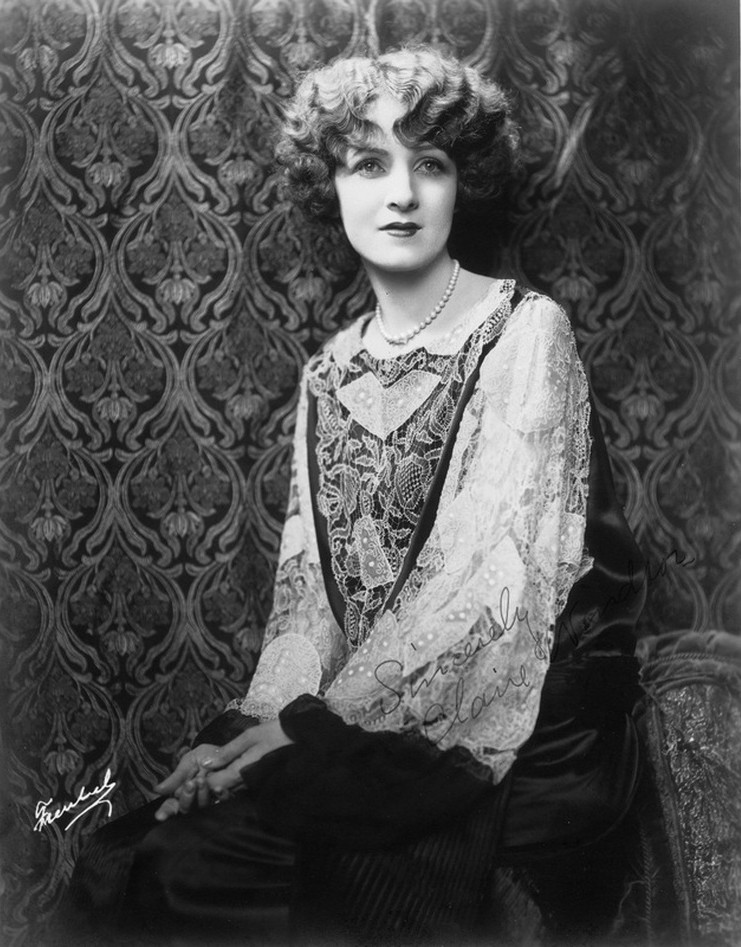
Retrat de l'actriu fet pel fotògraf Jack Freulich.

Claire Windsor (Glade (Kansas), 14 d’abril de 1892– Hollywood, 24 d’octubre de 1972), va ser una actriu de cinema mut activa sobretot a la dècada de 1920.

## Biografia
Viola Cronk (nom real de l’actriu) va néixer en una localitat de Kansas que en funció de les fonts era Glade, Cawker City, Coffeyville o Olathe. La seva família era d’origen escandinau. Va estudiar al Washington College de Topeka i després veu i piano en el conservatori de Seattle. El 1914 conegué David Willie Bowes amb qui es casà i tingué un fill, tot i que poc després es van separar i es divorciaren el 1920. Després de guanyar un concurs de bellesa va marxar a Califòrnia amb el seu fill per viure amb els seus pares i poc després comença a treballar com a extra en el cinema fins que va ser descoberta per Allan Dwan que li assignà petits papers. Lois Weber la feu protagonitzar diferents pel·lícules com “To Please One Woman” (1920), “What's Worth While?” (1921) o “The Blot” (1921). Estant a la MGM adoptà el nom artístic de Clarie Windsor.
El 1922 va ser una de les primeres tretze WAMPAS Baby Stars, seleccionades per ser de les més prometedores del panorama cinematogràfic del moment. Això li permeté esdevenir la protagonista de pel·lícules produïdes per Samuel Goldwyn, amb qui signà un contracte de cinc anys, la First National o la Universal. El 1925 es va casar amb l’actor Bert Lytell de qui es divorciaria dos anys després. Amb l’arribada del sonor la seva carrera decaigué ràpidament i només interpretà papers secundaris o molt menors. Als 80 anys, el 24 d’octubre de 1972, va morir en el Good Samaritan Hospital de Hollywood després de patir un atac de cor a la seva casa de Los Angeles.

## Filmografia
- The Pest (1919)
- Eyes of Youth (1919)
- The Luck of the Irish (1920)
- In the Heart of a Fool (1920)
- To Please One Woman (1920)
- What's Worth While? (1921)
- Too Wise Wives (1921)
- The Raiders (1921)
- The Blot (1921)
- What Do Men Want? (1921)
- Dr. Jim (1921)
- Grand Larceny (1922)
- Fools First (1922)
- One Clear Call (1922)
- Rich Men's Wives (1922)
- Brothers Under the Skin (1922)
- Broken Chains (1922)
- The Strangers' Banquet (1922)
- Little Church Around the Corner (1923)
- Souls for Sale (1923)
- Rupert of Hentzau (1923)
- The Eternal Three (1923)
- The Acquittal (1923)
- What Happened Next Door (1924)
- Nellie, the Beautiful Cloak Model (1924)
- A Son of the Sahara (1924)
- For Sale (1924)
- Born Rich (1924)
- The Dixie Handicap (1924)
- The Denial (1925)
- The White Desert (1925)
- Just a Woman (1925)
- The Lady Who Lied (1925)
- Souls for Sables (1925)
- 1925 Studio Tour (1925)
- Screen Snapshots No. 2 (1925)
- Dance Madness (1926)
- Money Talks (1926)
- Tin Hats (1926)
- A Little Journey (1927)
- The Claw (1927)
- The Frontiersman (1927)
- The Bugle Call (1927)
- Foreign Devils (1927)
- Blondes by Choice (1927)
- The Opening Night (1927)
- Satan and the Woman (1928)
- Nameless Men (1928)
- The Grain of Dust (1928)
- Domestic Meddlers (1928)
- Fashion Madness (1928)
- Show People (1928)
- Captain Lash (1929)
- Midstream (1929)
- Self Defense (1932)
- Sister to Judas (1932)
- Hollywood on Parade No. A-5 (1932)
- The Constant Woman (1933)
- Kiss of Araby (1933)
- Cross Streets (1934)
- Topper (1937)
- Barefoot Boy (1938)
- Meet the Stars#2: Baby Stars (1941)
- How Doooo You Do!!! (1945)
- The Last Act! (1952)